# Universität Reykjavík
Die Universität Reykjavík (isl. Háskólinn í Reykjavík, HR) ist die größte Privatuniversität in Island. Sie befindet sich in der isländischen Hauptstadt Reykjavík. 
Die Hochschule ist eng mit der isländischen Wirtschaft verbunden.
Die Studiengebühren liegen pro Semester zwischen 128.000 ISK (etwa 838 EUR) und 625.000 ISK (etwa 4.093 EUR). 

## Geschichte
Im Januar 1988 wurde die School of Computer Science (kurz: TVÍ) am Commercial College of Iceland gegründet. Für zehn Jahre war diese Hochschule im Gebäude des Commercial College untergebracht.
Zum 1. September 1998 wurde die Institution in Reykjavík School of Business umbenannt und bezog ein neues, eigenes Gebäude. Die School of Computer Science wurde dabei in eine von zwei Departments der Universität umgewandelt. Im Januar 2000 wurde der Name der Universität schließlich in Háskólinn í Reykjavík (Universität Reykjavík) geändert.
2005 wurde die frühere Technische Universität Islands (Tækniháskóli Íslands) in die Universität Reykjavík eingegliedert. Die School of Computer Science wurde erweitert und bekam den Namen Tölvunarfræðideild (Fach für Computerwissenschaft), hinzu kamen die Fakultäten Tækni- og verkfræðideild (Fach für Wissenschaft und Ingenieurwesen) kam hinzu, Lagadeild (Fach für Recht) und Viðskiptadeild (Fach für Wirtschaft).
1992 wurde ein Drogenpräventionsprojekt nach dem Konzept des amerikanischen Psychologieprofessors Harvey Milkman gestartet, der heute an der Universität von Reykjavik tätig ist. Das erfolgreiche Präventionsprojekt wurde bisher (2017) weltweit in 18 Ländern nachgeahmt.

## Bildung
Die Universität bietet vier Fachrichtungen an:
- School of Computer Science
- School of Science and Engineering
- School of Law
- School of Business

In allen Fachrichtungen werden dreijährige Bachelor-Studienprogramme (Abschluss mit BS oder BA) angeboten. Die Juristische Fakultät bietet darüber hinaus ein zweijähriges Masterstudium, die Wirtschaftswissenschaftliche Fakultät zwei MBA-Studien an.
Die School of Science and Engineering bietet Studienprogramme in folgenden Fachrichtungen:
- Biomedical Engineering
- Civil Engineering
- Computer Science
- Electrical Engineering
- Engineering Management
- Financial Engineering
- Industrial Engineering
- Mechanical Engineering
- Mechatronic Engineering
- Software Engineering

## Campus
Die Universität ist in einem an der Atlantikküste gelegenen Campus untergebracht, der im Herbst 2010 eröffnet wurde. Vorher war die Uni auf drei Gebäude in der Nähe des Einkaufszentrums Kringlan verteilt.